# Tractat de Barcelona (1309)
|  | Per a altres significats, vegeu «Tractat de Barcelona». |

El  tractat de Barcelona  del 3 de maig de 1309 va ser una aliança militar signada entre el rei d'Aragó Jaume II i Abu-r-Rabí Sulayman ibn Yússuf, el soldà de la dinastia marínida del Marroc mitjançant la qual el segon contractava els serveis d'una flota i exèrcit de mercenaris cristians aragonesos per a la conquesta de Ceuta, en poder de Nasr ibn Muhammad, l'emir de Gharnata.

## Antecedents
A principis del segle xiv, la dinastia nassarita governava l'emir de Gharnata. Enfrontats a aquests, els marínides controlaven el regne del Marroc, aliat militarment amb el regne d'Aragó d'ençà el segle anterior a la guerra contra els nassarites.

## Acords
Les condicions que es van pactar en el tractat van ser les següents:
- Abu-r-Rabí Sulayman ibn Yússuf pagaria 2.000 dobles per cada galera aragonesa pels quatre primers mesos. Passat aquest temps, el preu seria de 1.000 dobles per galera cada quatre mesos.
- Juntament amb la flota s'enviarien 1.000 cavallers cristians, a sou del benimerin.
- Abu-r-Rabí Sulayman ibn Yússuf no concertaria paus ni treves amb el rei de Granada sense consentiment del rei d'Aragó.
- Després de la presa de Ceuta, el botí de guerra quedaria en mans dels aragonesos, quedant la ciutat en poder del soldà de la dinastia marínida del Marroc.

## Conseqüències
La ciutat de Ceuta fou assetjada i retuda per l'armada i exèrcit aragonesos, sota el comandament de Jaspert V de Castellnou.